# Малая конституция 1919 года
Малая Конституция 1919 года (пол. Mała Konstytucja z 1919) — первая Конституция из Второй Польской Республики. Полное официальное название — «Постановление Законодательного Сейма от 20 февраля 1919 года о выдаче доверия Юзефу Пилсудскому на дальнейшее осуществление полномочий Начальника государства» (пол. Uchwała Sejmu Ustawodawczego z dnia 20 lutego 1919 r. w sprawie powierzenia Józefowi Piłsudskiemu dalszego sprawowania urzędu Naczelnika Państwa).

## Содержание
Малая конституция объявила Польшу парламентским государством; при этом в ней ничего не говорилось об объявлении Польши республикой.
Исполнительная власть осуществлялась Начальником государства, который, с согласия Сейма, назначал министров. Начальник государства и министры были ответственны перед Сеймом. Начальник государства не имел права законодательной инициативы и не мог распустить Сейм; все его акты нуждались в контрассигнатуре соответствующим министром.
Малая Конституция была принята и опубликована 20 февраля 1919 года и вступила в силу через неделю, 27 февраля 1919 года. 25 февраля 1920 года в неё были внесены поправки, а 1 июня 1921 года она была заменена новой Конституцией Польши.

## Сноски
1. ↑  Ajnenkiel 1983, 228.

## Внешние ссылки
- Полный текст Малой Конституции Архивная копия от 16 февраля 2017 на Wayback Machine на сайте Университета имени Адама Мицкевича